# 科科岛 (毛里求斯)

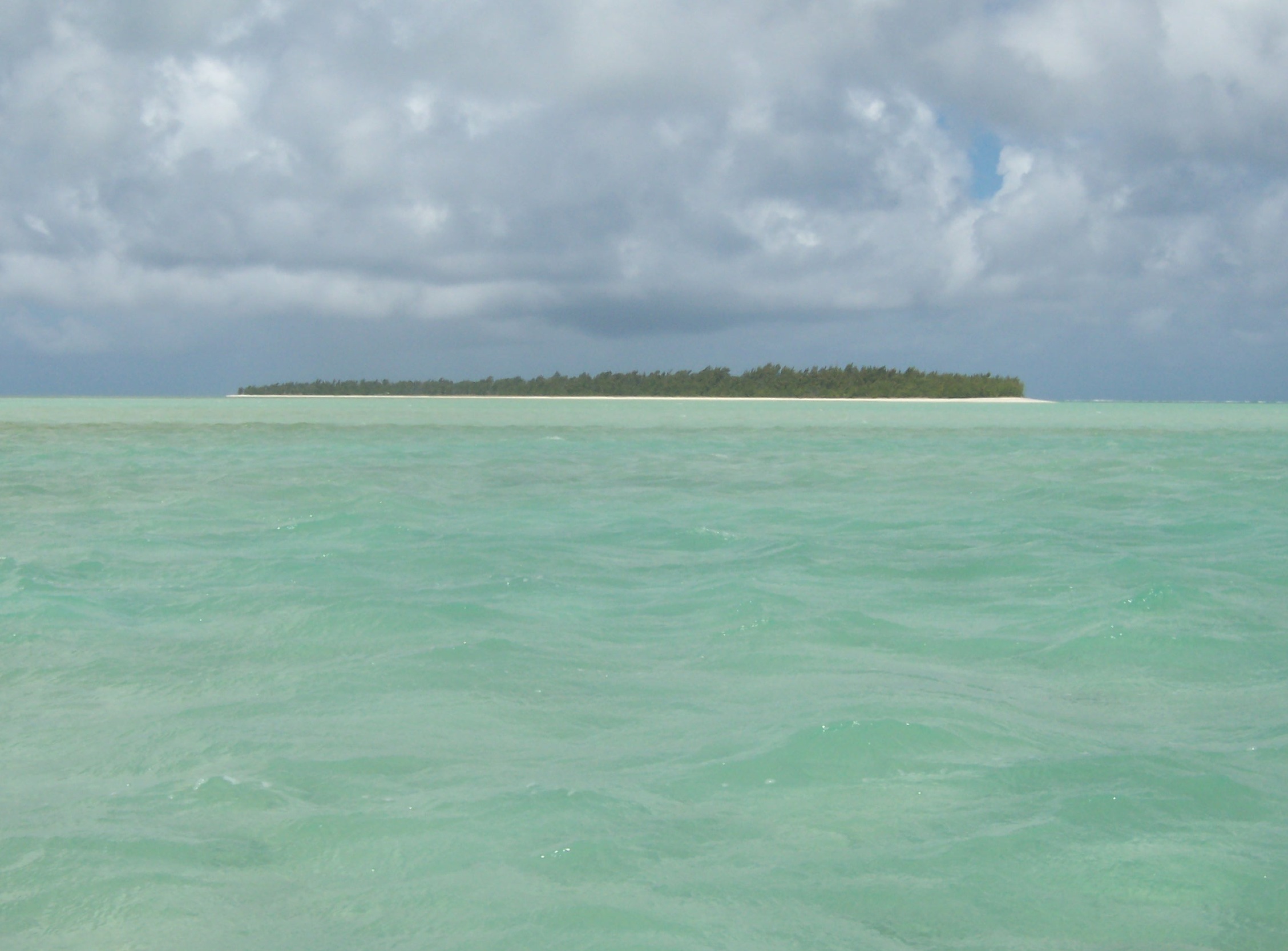

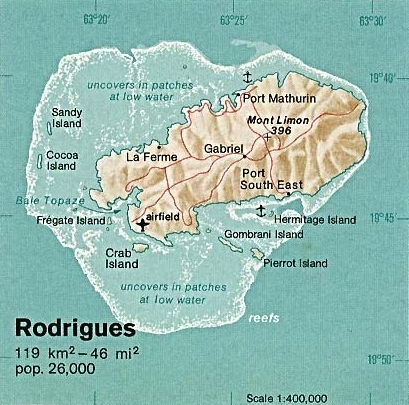

科科島（法語：Île aux Cocos，法語發音：[il o koko]）是毛里裘斯的島嶼，位於罗德里格岛以西的印度洋海域，屬於馬斯克林群島的一部分，長1.5公里、寬0.15公里，面積0.2平方公里，島上無人居住。
19°43′10″S 63°18′00″E / 19.71944°S 63.30000°E